# Liste der denkmalgeschützten Objekte in Zeiselmauer-Wolfpassing
Die Liste der denkmalgeschützten Objekte in Zeiselmauer-Wolfpassing enthält die 9 denkmalgeschützten, unbeweglichen Objekte der niederösterreichischen Gemeinde Zeiselmauer-Wolfpassing.

## Denkmäler
| Foto |                 | Denkmal                                                                                   | Standort                                       | Beschreibung | Metadaten |
| ---- | --------------- | ----------------------------------------------------------------------------------------- | ---------------------------------------------- | --- | --- |
| ja   | Datei hochladen | Schloss Am Hof HERIS-ID: 26573 Objekt-ID: 23056                                           | Massingergasse 26 Standort KG: Wolfpassing     | Das lang gestreckte und schmale, zweigeschoßige Schloss ist an drei Seiten von einem Park umgeben. Das Bauwerk ist im Kern mittelalterlich, vorwiegend aber durch den Umbau in der Renaissance geprägt.                                                              | BDA-Hist.: Q37902528 Status: Bescheid Stand der BDA-Liste: 2025-06-30 Name: Schloss Am Hof GstNr.: .29 Schloss am Hof (Wolfpassing)                                                               |
| ja   | Datei hochladen | Hügelgrab In Erlen HERIS-ID: 28435 Objekt-ID: 25024                                       | In Erlen Standort KG: Zeiselmauer              | | BDA-Hist.: Q37920047 Status: Bescheid Stand der BDA-Liste: 2025-06-30 Name: Hügelgrab In Erlen GstNr.: 1100/1, 1100/5, 1100/6, 1100/8, 1100/9, 1100/11, 1100/12, 1100/14, 1100/22                 |
| ja   | Datei hochladen | Pfarrhof HERIS-ID: 26567 Objekt-ID: 23050                                                 | Kirchenplatz 14 Standort KG: Zeiselmauer       | Das eingeschoßige Gebäude mit unregelmäßigem Umriss wurde 1904 umgebaut. | BDA-Hist.: Q37902511 Status: § 2a Stand der BDA-Liste: 2025-06-30 Name: Pfarrhof GstNr.: .6 |
| ja   | Datei hochladen | Kath. Pfarrkirche Unbefleckte Empfängnis Mariens HERIS-ID: 26561 Objekt-ID: 23044         | Kirchenplatz Standort KG: Zeiselmauer          | Die Pfarrkirche auf dem Kirchenplatz ist ein Saalbau mit gotischem Chor, einem stattlichen gotischen Nordturm sowie barocken Anbauten. Im Chor finden sich Wandmalereien vom Anfang des 15. Jahrhunderts. Die Altäre und die Kanzel stammen aus dem 18. Jahrhundert. | BDA-Hist.: Q37902485 Status: § 2a Stand der BDA-Liste: 2025-06-30 Name: Kath. Pfarrkirche Unbefleckte Empfängnis Mariens GstNr.: .64 Pfarrkirche Zeiselmauer                                      |
| ja   | Datei hochladen | Kohortenkastell Cannabiaca HERIS-ID: 110832 Objekt-ID: 128586                             | Kirchenplatz Standort KG: Zeiselmauer          | Die Ruine des spätrömischen Restkastells (Burgus) wurde in der zweiten Hälfte des 4. Jahrhunderts an der Nordwestecke des römischen Lagers errichtet. | BDA-Hist.: Q64692083 Status: Bescheid Stand der BDA-Liste: 2025-06-30 Name: Kohortenkastell Cannabica GstNr.: 1324, 1340/7, 1304/2, 1252, 1338/2, 1338/3, 1339, 1256/1, 1256/2 Castrum Cannabiaca |
| ja   | Datei hochladen | Ostfront Römisches Kohortenkastell Cannabiaca HERIS-ID: 112881 Objekt-ID: 131106seit 2018 | Passauerplatz 2 Standort KG: Zeiselmauer       | Siehe Wehranlage/befestigte Siedlung der Röm. Kaiserzeit, Kohortenkastell Cannabica | BDA-Hist.: Q105646831 Status: Bescheid Stand der BDA-Liste: 2025-06-30 Name: Ostfront Römisches Kohortenkastell Cannabiaca GstNr.: .10/3, 1264/3, 1270/3, 1271/3, .10/1, 1270/2, .4/1, 1274/1     |
| ja   | Datei hochladen | Römisches Kastell HERIS-ID: 26570 Objekt-ID: 23053                                        | Schulgasse 6 Standort KG: Zeiselmauer          | Siehe Wehranlage/befestigte Siedlung der Röm. Kaiserzeit, Kohortenkastell Cannabica | BDA-Hist.: Q1156633 Status: Bescheid Stand der BDA-Liste: 2025-06-30 Name: Römisches Kastell GstNr.: 1324, .141                                                                                   |
| ja   | Datei hochladen | Schüttkasten, Körnerkasten HERIS-ID: 26564 Objekt-ID: 23047                               | neben Passauerplatz 3 Standort KG: Zeiselmauer | Ein spätrömisches Kastentor aus der zweiten Hälfte des 4. Jahrhunderts, welches an der Stelle des vorherigen östlichen Lagertors (Porta Principalis Dextra) errichtet wurde und das seit dem Mittelalter als Körnerkasten in Verwendung war.                         | BDA-Hist.: Q64692081 Status: Bescheid Stand der BDA-Liste: 2025-06-30 Name: Schüttkasten, Körnerkasten GstNr.: 1271/4 Körnerkasten Zeiselmauer                                                    |
| ja   | Datei hochladen | Fächerturm des röm. Kastells HERIS-ID: 26569 Objekt-ID: 23052                             | bei Römergasse 6 Standort KG: Zeiselmauer      | Der Fächerturm wurde als nordöstlicher Eckturm in der ersten Hälfte des 4. Jahrhunderts an die bestehende Lagermauer angebaut und ist das älteste der sichtbaren römischen Bauwerke von Zeiselmauer.                                                                 | BDA-Hist.: Q64692082 Status: Bescheid Stand der BDA-Liste: 2025-06-30 Name: Fächerturm des röm. Kastells GstNr.: 1270/1 Castrum Cannabiaca                                                        |